# Paul Hazoumé
Paul Hazoumé (Porto-Novo, 16 aprile 1890 – Cotonou, 1980) è stato uno scrittore ed etnologo beninese.

## Biografia
Maestro di scuola, poi ricercatore di etnologia del Musée de l'Homme di Parigi, interessato alla politica (tanto da presentarsi senza essere eletto alle elezioni presidenziali del 1968), Paul Hazoumé è uno dei più importanti scrittori francofoni dell'Africa Occidentale, autore di diversi romanzi e saggi (per lo più su "La Reconnaissance Africaine. Organe d'enseignement religieux et d'études historiques", bimensile togolese fondato nel 1925).
Soprattutto è noto per aver scritto il primo romanzo storico ambientato nel Dahomey (dal 1975 Benin), Doguicimi, pubblicato nel 1938 e premiato dall'Académie Française per la qualità della lingua nel 1939, avvincente nella trama ma anche ricco di informazioni storiche e antropologiche sul periodo pre-coloniale.
Doguicimi è il nome della protagonista, una giovane donna che è costretta a separarsi dal marito Toffa quando lui partecipa alla guerra tra il re Ghezo (regnante dal 1818 al 1858) e i vicini Mahi, quindi viene fatto prigioniero e lei, rimasta sola, viene corteggiata dall'erede al trono Vidaho, però riesce a resistergli, anche quando questi la fa frustare e imprigionare. Dieci anni dopo la cattura del marito, una nuova spedizione riesce a liberare i prigionieri, ma Toffa nel frattempo è morto. Doguicimi, vedendone tornare solo le spoglie, decide di farsi seppellire viva al suo fianco.
Oltre alla ricchezza della ricostruzione storica, la protagonista è anche un modello di fedeltà (non lontana da Penelope), dal carattere ostinato, ribelle, audace nel criticare il re e ricca di valori eroici e femministi.

## Opere
- Le Pacte de sang au Dahomey, Institut d'Ethnologie, Parigi 1937
- Doguicimi, prefazione di Georges Hardy, Larose, 1938; Maisonneuve et Larose, 1978; a cura di Robert Mane e Adrien Huannou, L'Harmattan, Parigi 1978 ISBN 978-2858029570